# Chiesa della Beata Vergine di Monserrato (Bari Sardo)
La chiesa della Beata Vergine di Monserrato è la parrocchiale di Barisardo. Sorge nel centro storico del paese.

## Storia e descrizione
La parrocchiale di Barisardo, la cui mole è segnalata dall'alto campanile e da un'ampia cupola, si distingue per le dimensioni (notevoli in rapporto al piccolo centro abitato) e per la ricchezza dei marmi che costituiscono gli arredi interni.
I lavori di costruzione del tempio iniziarono nel XVII secolo, in sostituzione di un edificio più antico e in rovina. L'opera venne completata solo nel 1720. Nel 1749 venne realizzata la sacrestia. Nella seconda metà del XVIII secolo, in vista della possibilità per Barisardo di ospitare la sede vescovile d'Ogliastra, per volere del rettore Bernardino Pes, l'interno della chiesa venne impreziosito da pregiati arredi marmorei e si affidò il progetto della costruzione del campanile all'architetto piemontese Giuseppe Viana. La torre venne completata intorno al 1790, anno in cui fu collocato l'orologio del mastro Gaetano Pintus di Cagliari.
L'edificio presenta la facciata semplice, sviluppata su due livelli separati da una cornice, con un unico portale e un finestrone nella parte superiore. Il terminale è a doppia inflessione, con la caratteristica sagoma a "lucerna di carabiniere". A destra si innalza il campanile, con i suoi 35 metri di altezza, in stile barocchetto piemontese.
L'interno è a pianta a croce latina, con unica navata in cui si affacciano tre cappelle per ciascun lato, transetto e cupola su tamburo ottagonale all'incrocio dei bracci. Il presbiterio, completato nel 1777, realizzato su modello del duomo di Cagliari, sopraelevato per ospitare la sottostante cripta e cinto da una balaustra marmorea, sorretta da quattro leoni di marmo. L'altare maggiore in stile barocco è un'opera di Michele Spazzi del 1760, realizzata in marmi policromi. Di particolare rilievo anche il monumentale altare della Madonna del Rosario, fatto erigere dall'omonima confraternita; le parti che lo compongono furono acquistate a Napoli in due momenti, tra il 1760 e il 1777. Opera del marmoraro Giovanni Battista Franco, sono invece l'altare del transetto destro, dedicato a san Giovanni Battista e altri due altari collocati nelle cappelle laterali, realizzati nel primo Ottocento.